# Austin Reed
Austin Reed is een fictief personage uit de soapserie Days of our Lives. De rol werd van 1992 tot 1995 gespeeld door Patrick Muldoon en van 1995 tot 2002 door Austin Peck. In 2005 bracht de hoofdschrijver enkele oude personages terug en voor de rol van Austin werd eerst Muldoon gevraagd, maar nadat hij weigerde werd Peck opnieuw binnen gehaald. Een jaar later was er een nieuwe hoofdschrijver die Austin meteen uit de serie schreef.

## Personagebeschrijving
Austin heet niet oorspronkelijk Austin Reed. Dat is de naam die zijn vader Curtis Reed aan hem gegeven heeft. Zijn echte naam is onbekend, bekend is alleen dat zijn echte familienaam Brown is. Toen zijn moeder Kate Roberts een affaire had met Bill Horton en zwanger werd van hem, ontvoerde Curtis de kinderen, gaf hun een andere naam en maakte Kate wijs dat ze dood waren.
Austin, die bokser was kwam in 1992 naar Salem samen met Billie en hij werd ogenblikkelijk verliefd op Carrie Brady. Door zijn boksen kreeg hij enkele gevaarlijke mensen tegen zich waardoor Carrie per ongeluk zoutzuur in haar gezicht kreeg en verminkt was. Intussen was Austins vader Curtis vermoord en Billie was de hoofdverdachte.
Billie en Austin waren allebei in shock toen Laura Horton op het proces onthulde dat Kate met Curtis getrouwd was. Billie gaf uiteindelijk toe dat Curtis haar vader was. Toen aan het licht kwam dat Stefano DiMera Curtis vermoord had uit zelfverdediging werd Billie vrijgesproken. Billie en Austin werden nu ook verenigd met hun moeder Kate waarvan ze dachten dat zij hen in de steek had gelaten. Kate zei hun dat Curtis gezegd had dat ze door een auto-ongeluk om het leven waren gekomen.
Carries halfzus Sami Brady was smoorverliefd op Austin en deed alles wat ze kon om hem te krijgen. Ze ging zelfs zo ver dat ze Austin drogeerde en hem verkrachtte door hem te laten geloven dat zij Carrie was. Carrie en Austin bleven echter verliefd en besloten te trouwen. Sami verpestte de trouwdag echter door aan te kondigen dat ze zwanger was van Austin. Uit eergevoel besloot hij om bij Sami en zijn kind te zijn. Op hun trouwdag in 1997 maakte Carrie echter bekend dat Austin niet de vader was, maar zijn halfbroer Lucas Roberts, die beste vrienden was met Sami en in een dronken bui met haar geslapen had. Austin was intussen erg gehecht geraakt aan zijn zoontje Will en was woedend op Sami. Hij trouwde nog dezelfde dag met Carrie. Carrie had intussen echter veel tijd doorgebracht met Mike Horton en het constante gemoei van Sami dreef haar in zijn armen waardoor het huwelijk met Austin uiteindelijk stukliep. Carrie en Mike vertrokken in 1999 naar Israël.
Austin bracht nu veel tijd door met Greta Von Amberg, maar dat werd uiteindelijk niets.
Langzaam aan veroverde Sami het hart van Austin en hij dacht dat ze echt veranderd was. Ze gingen in 2002 trouwen in Las Vegas. Toen aan het licht kwam dat Lucas zijn zoon Will nooit geslagen had, een leugen die Sami al jaren verspreidde, had Austin genoeg van haar leugens en liet haar voor het altaar staan en ging weg uit Salem.
In 2005 kwam hij weer naar Salem voor de bruiloft van Sami en Lucas, maar zoals elke bruiloft van Sami ging ook deze niet door en toen iedereen haar liet vallen steunde hij haar. Omdat hij geen eigen appartement meer had trok hij bij Sami in. Samen met Nicole Walker begonnen ze het bedrijf Austin Reed and Company (ARC). Ze namen het bedrijf High Style over en Austin ontdekte dat Carrie en Mike uit elkaar waren en dat Carrie nu ook terug was. High Style was het bedrijfje van Carrie en ze was woedend op hem omdat hij dat overgenomen had en zocht troost bij Lucas. Door chantage en manipulatie trouwden Carrie en Lucas zodat Sami Austin weer voor zich alleen had. Carrie werd opnieuw verliefd op Austin en hij liet Sami staan. Ze trouwden en verhuisden naar Zwitserland.